# Борисов, Виктор Иванович
Виктор Иванович Борисов — советский государственный и хозяйственный деятель. Ветеран энергетики, лауреат премии Совета министров СССР.

## Биография
Родился 4 марта 1931 года в селе Николаевке Оренбургской области. В 1953 году окончил Куйбышевский гидротехнический институт.
- с 1953 года – прораб, старший прораб, начальник участка СМУ Правого берега Куйбышевгидростроя на строительстве Куйбышевской ГЭС,
- с 1958-года – начальник СМУ-1, главный инженер, заместитель управляющего СМУ «Татэнергостроя» Куйбышевгидростроя,
- с 1963 года – начальник управления строительства Усть-Хантайской ГЭС,
- с 1970 года – первый секретарь Норильского горкома КПСС,
- с 1972 года – начальник «Главгидроэнергостроя» Минэнерго СССР,
- с 1978-года – начальник Всесоюзного объединения Союзэнергострой Минэнерго СССР,
- с 1982 года – заместитель министра медицинской и микробиологической промышленности СССР по капитальному строительству,
- с 1986-года – экономический советник торгпреда СССР и России в Исламской республике Иран,
- с 2001 года – главный эксперт ООО Электросетьинвест.

Награжден: орденом Ленина, двумя орденами Трудового Красного Знамени, орденом «Знак Почета», медалями
Делегат XXIV съезда КПСС.
Живёт в Москве.